# Список автовиробників Росії
Це список сучасних і ліквідованих автомобільних виробників Росії.

## Сучасні автовиробники

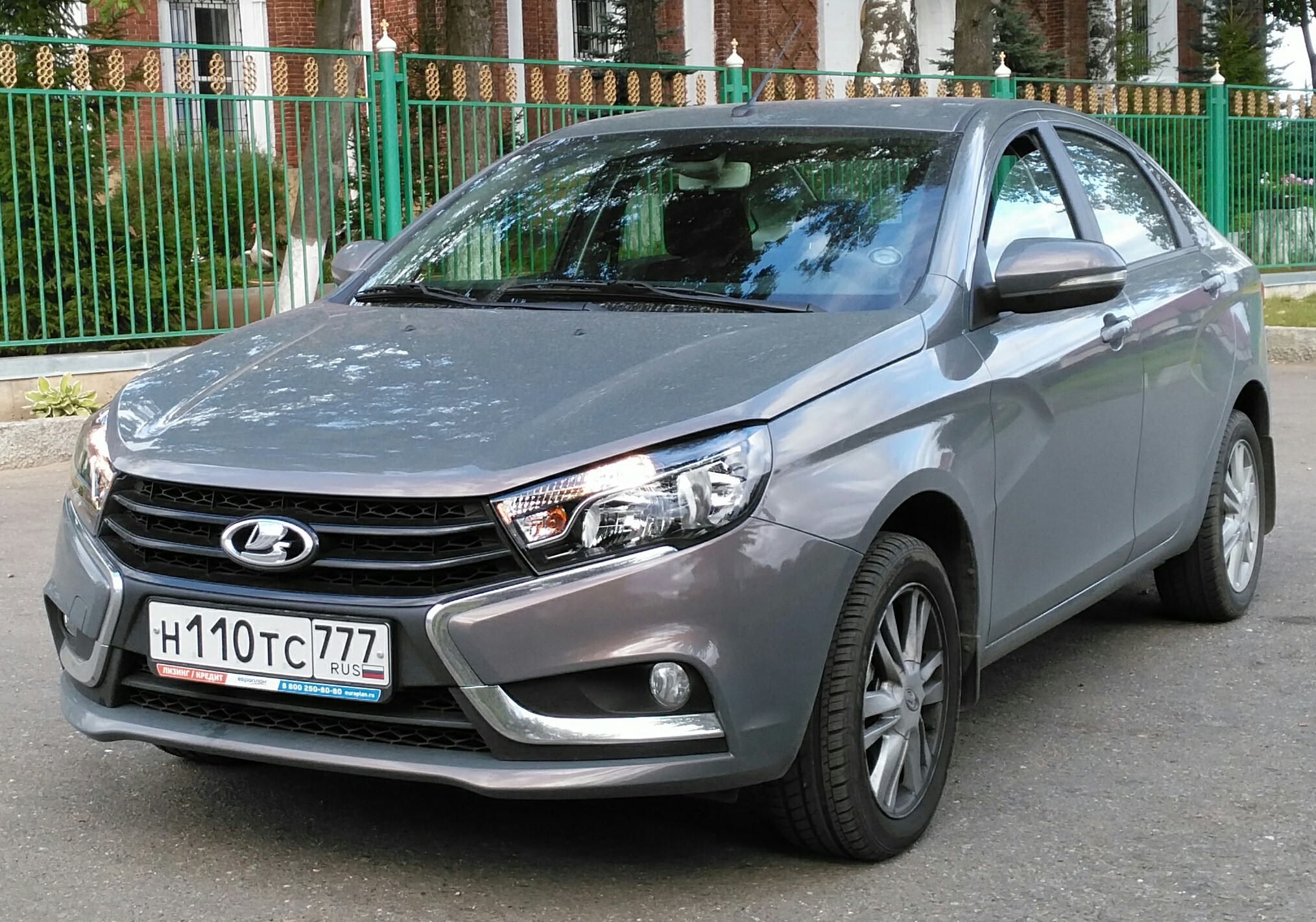
Lada Vesta

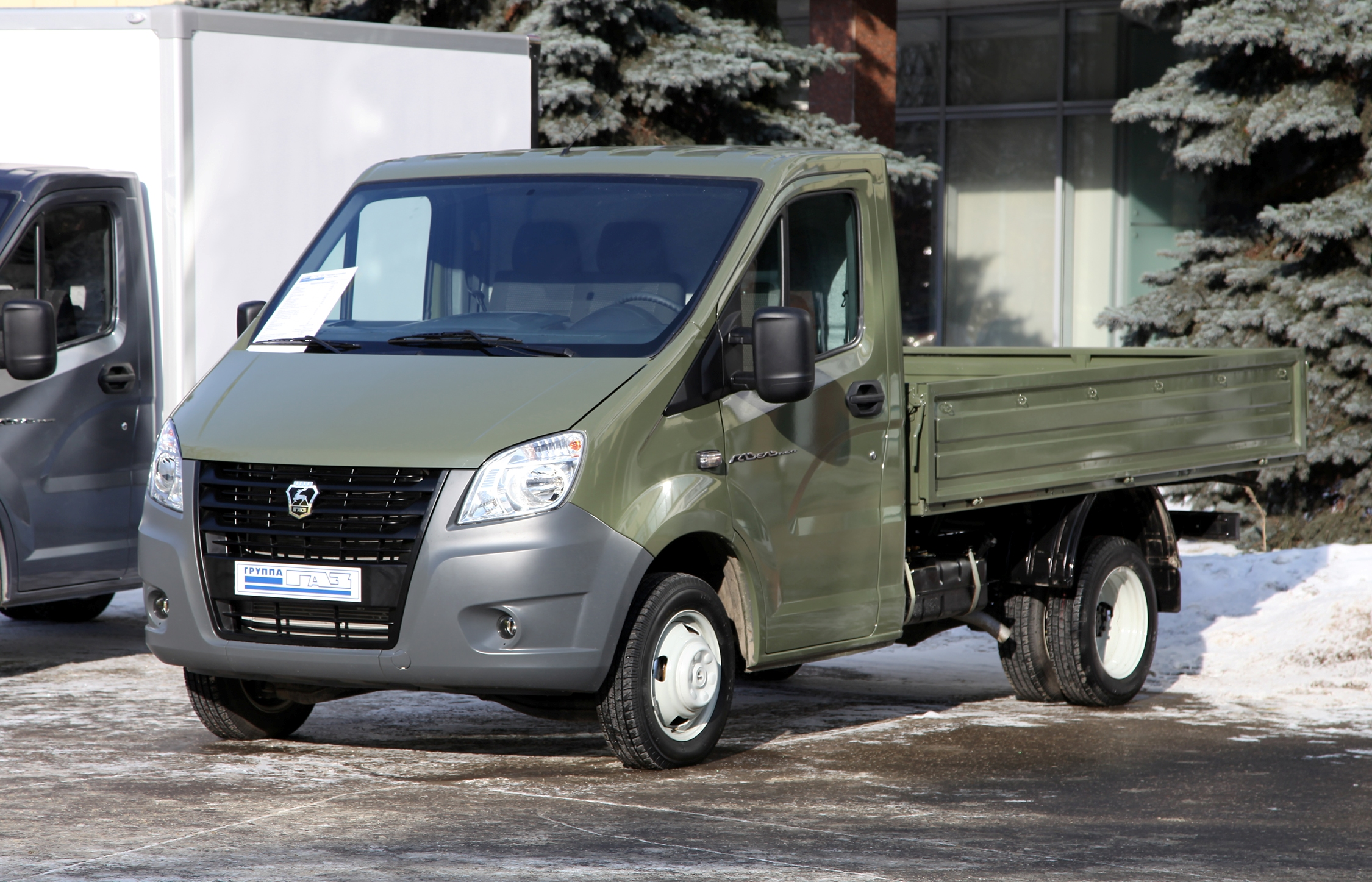
GAZ GAZelle NEXT

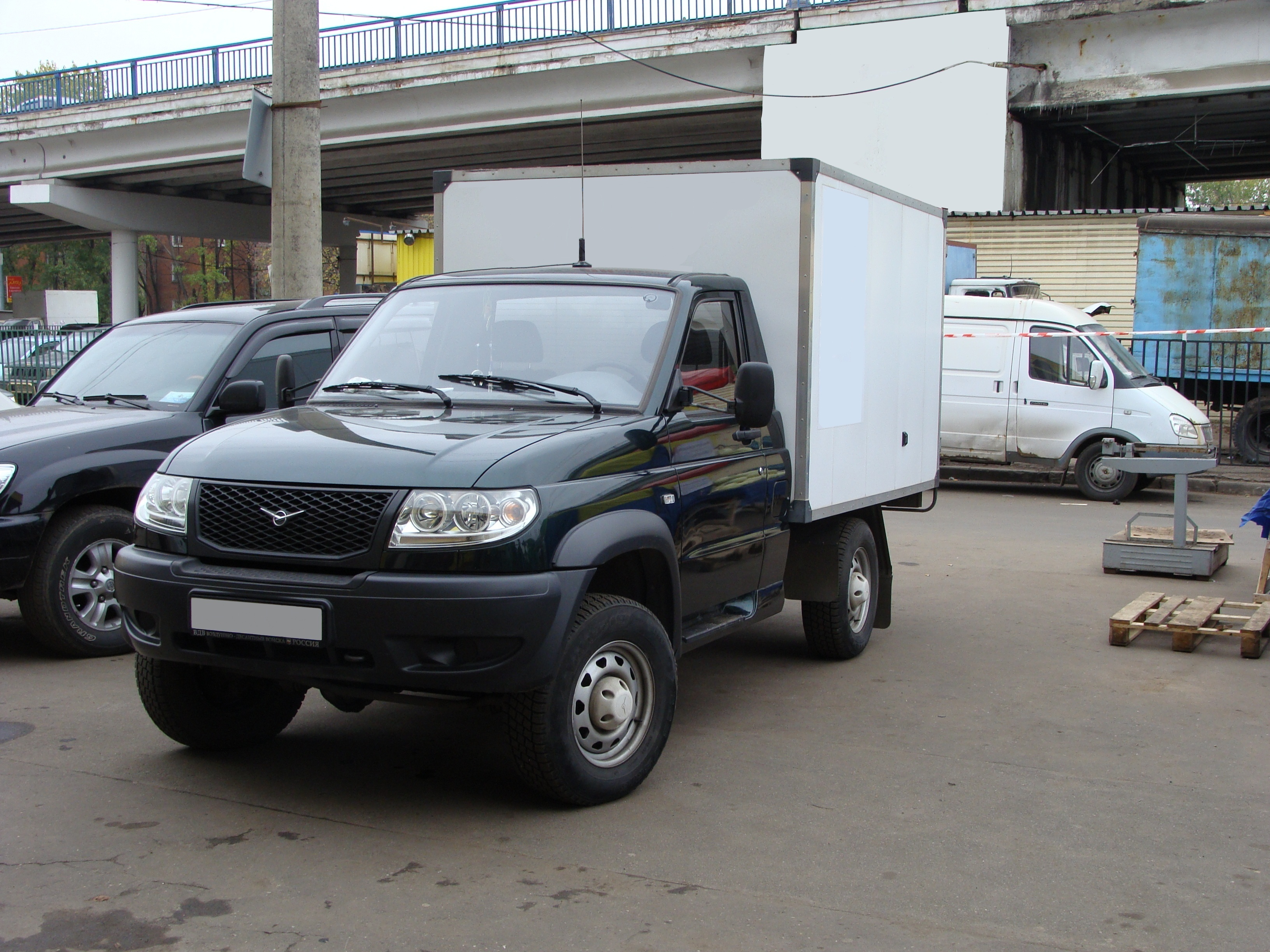
UAZ Cargo

### Великі виробники
- АвтоВАЗ
  - GM-АВТОВАЗ
  - ВАЗ (Лада)
  - Лада Іжевськ
  - Бронто
  - ВІС-АВТО

- Група ГАЗ
  - ГАЗ
  - ПАЗ
  - КАвЗ
  - ЛіАЗ
  - ГолАЗ
  - УралАЗ

- КамАЗ
  - НефАЗ

- Соллерс
  - УАЗ
  - Соллерс-Далекий Схід
  - Соллерс-Єлабуга
  - Соллерс-Всеволожськ
  - Соллерс-Набережні Човни (колишній ЗМА)
  - Соллерс-Bussan
  - Соллерс-Isuzu
  - Соллерс-Mazda

### Малі виробники
- Автотор (1996–наш час)
- БАЗ (1958–наш час)
- Дервейз (2003–наш час)
- Рено Росія (колишній Автофрамос) (1998–наш час)

## Ліквідовані автовиробники

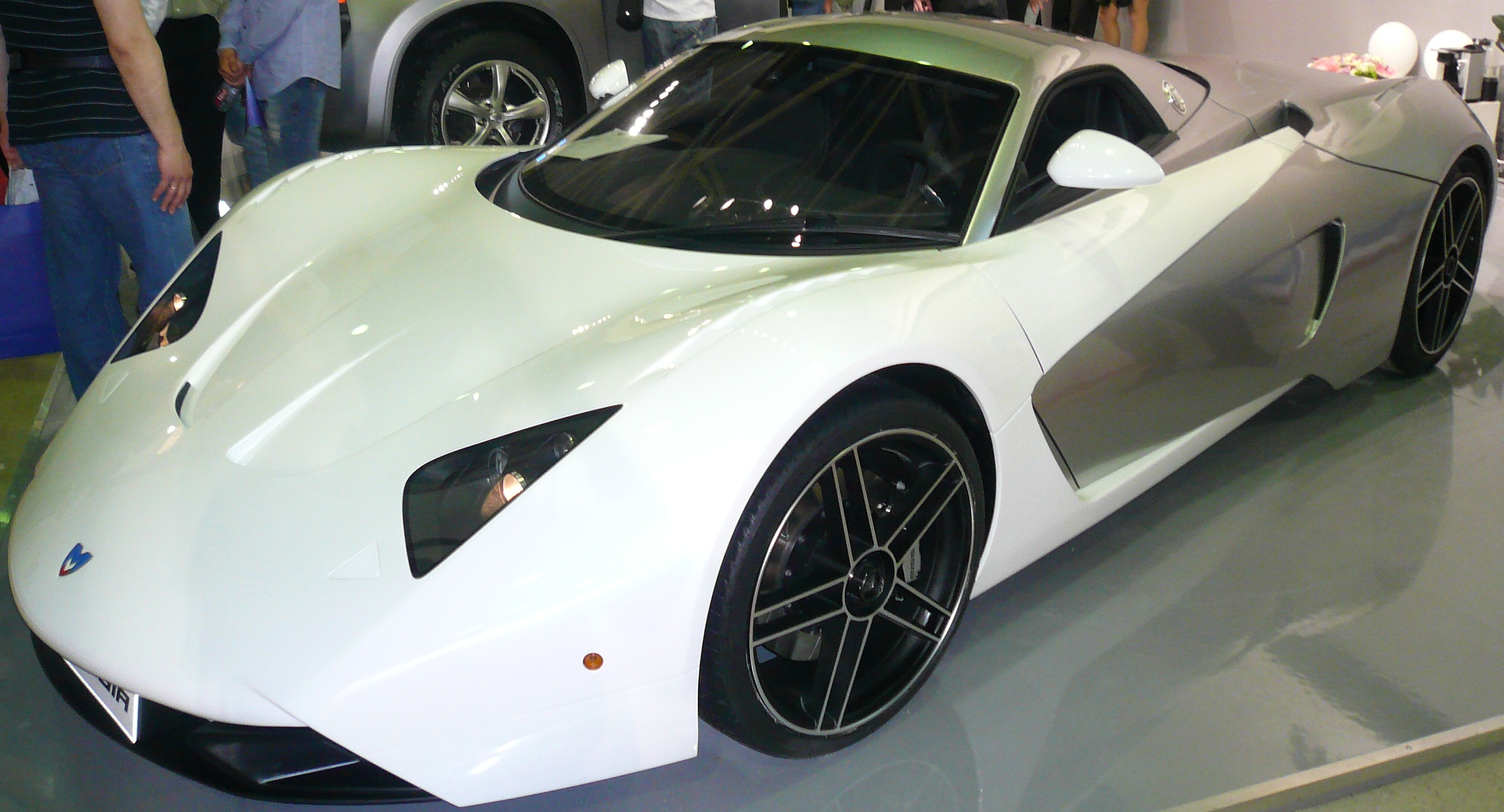
Marussia B1

- Автокам (1989–1997)
- АвтоКубань (1962–2001)
- АМУР (УАМЗ) (1967–2010)
- Волжанін (1993–2008)
- ЗІЛ (1916–2013)
- ІжАвто (1965–2008)
- Йо-мобіль (2010–2014)
- КЗКТ (1950–2011)
- Маруся Моторс (2007–2014)
- Москвич (1930–2010)
- РоАЗ (2007–2011)
- РосЛада (1998–2009)
- СеАЗ (1939–2013)
- ТагАЗ (1997–2014)